# Винотонус
Винотонус (лат. Vinotonus) је био локално келтско божанство поштовано у Јоркширу, Енглеска. О њему је пронађено тек четири записа, а повезиван је са Силванусом.
Винотонусово име се изводи из пра-келтика од речи wi-na што значи онај који се савија, обухвата и речи ten-e са значењем истезати, тако да би његово име у слободном преводу значило Свеобухватни.
Претпоставља се да је Винотонус био заштитник стада.